# Nesticus inconcinnus
Nesticus inconcinnus là một loài nhện trong họ Nesticidae.
Loài này thuộc chi Nesticus. Nesticus inconcinnus được Eugène Simon miêu tả năm 1907.